# Transactions of the Association for Computational Linguistics
Transactions of the Association for Computational Linguistics (abbreviazione TACL) è una rivista accademica statunitense peer-reviewed e ad accesso aperto dedicata alla linguistica computazionale e all'elaborazione del linguaggio naturale. La rivista, fondata nel 2013, è pubblicata da MIT Press per conto dell'Association for Computational Linguistics (ISSN 2307-387X).